# Georgina Campbell

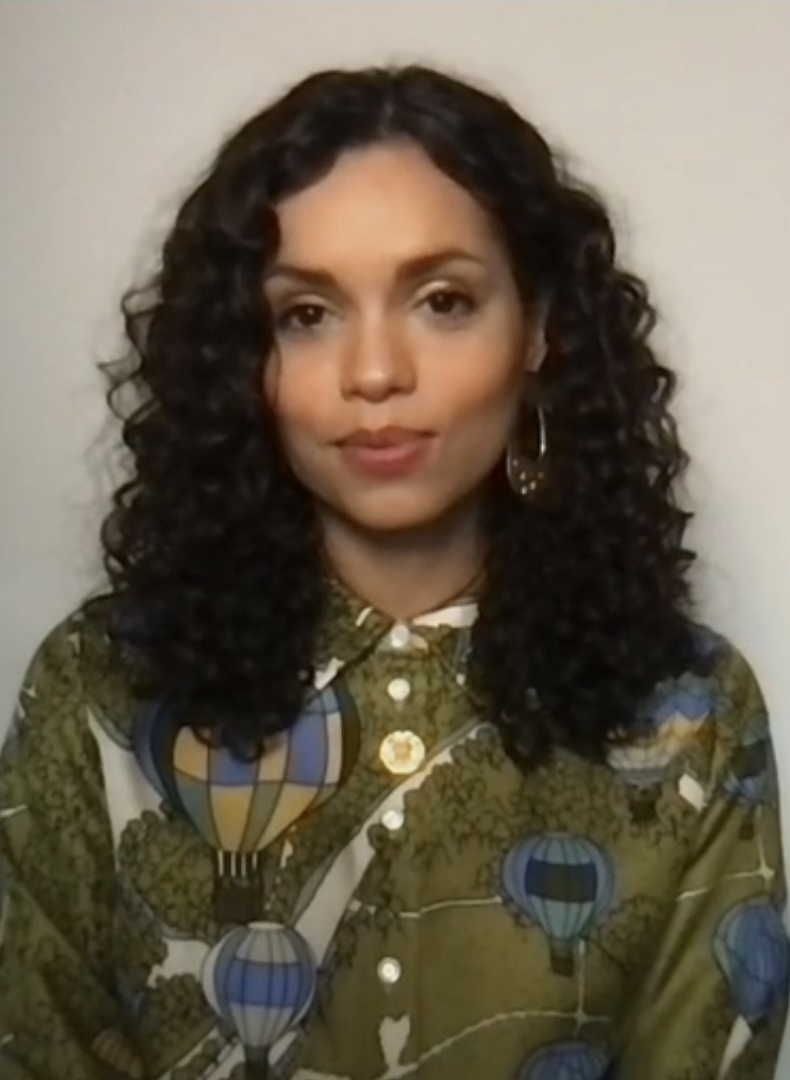
Georgina Campbell (2022)

Georgina Alice Campbell (* 12. Juni 1992 in Maidstone, Kent) ist eine britische Schauspielerin. Für den Fernsehfilm Murdered by My Boyfriend wurde sie 2015 mit einem BAFTA-Award als Beste Hauptdarstellerin ausgezeichnet, wodurch sie zur ersten schwarzen Preisträgerin in dieser Kategorie avancierte.

## Leben und Karriere
Georgina Campbell wurde 1992 in der britischen Großstadt Maidstone als Tochter einer Lehrerin und eines Polizisten geboren. Gemeinsam mit ihrer Mutter, einer älteren Schwester und ihrem Stiefvater – einem Buchbinder – wuchs sie an verschiedenen Orten in der Grafschaft Kent auf, so unter anderem in Dartford und Wilmington. Als Kind träumte sie von einer Arbeit als Flugbegleiterin oder in der Modebranche, verfolgte trotz ihrer Beteiligung an Schulaufführungen aber nie den Wunsch, Schauspielerin zu werden.
Im Alter von 16 Jahren wurde Campbell von der Regisseurin Sarah Walker auf der Straße angesprochen und für die Hauptrolle in ihrer Webserie Freak besetzt. Das Teenie-Drama erweckte Campbells Interesse an der Schauspielerei und veranlasste sie dazu, ein Filmstudium an der Royal Holloway, University of London zu beginnen, das sie 2014 abschloss. Parallel dazu hatte sie vermehrt Auftritte in britischen Fernsehserien wie Casualty, Doctors oder Death in Paradise, ehe sie 2014 ein Missbrauchsopfer im Fernsehfilm Murdered by My Boyfriend verkörperte. Für die Rolle erhielt Campbell im Folgejahr eine BAFTA-Nominierung als Beste Hauptdarstellerin, auch wenn ihr nur geringe Siegchancen ausgerechnet wurden. Bei der Preisverleihung gewann sie überraschend gegen die deutlich bekannteren Schauspielerinnen Keeley Hawes, Sarah Lancashire und Sheridan Smith, womit sie zur ersten schwarzen Preisträgerin in dieser Kategorie wurde.
Trotz des Gewinns erhielt Campbell zunächst nur Angebote für kleinere Nebenrollen, in denen sie zumeist die Freundin der Hauptfigur verkörperte. Im Jahr 2017 war sie neben einem Kurzauftritt in Guy Ritchies Spielfilm King Arthur: Legend of the Sword auch in einer Folge der Anthologie-Serie Black Mirror zu sehen, für die sie eine Nominierung bei den Black Reel Awards erhielt. Es folgten größere Rollen in Fernsehserien wie Broadchurch, Krypton und Suspicion, ehe sich Campbell zu Beginn der 2020er Jahre mit Filmen wie All My Friends Hate Me (2021), Barbarian (2022), Bird Box: Barcelona und Lovely, Dark, and Deep (beide 2023) sowie They See You (2024) verstärkt dem Horrorgenre zuwandte.
Campbell lebt in London.

## Filmografie (Auswahl)
- 2009: Freak (Webserie, 16 Folgen)
- 2010: Casualty (Fernsehserie, Folge 24x20)
- 2011–2012: Sadie J (Fernsehserie, 6 Folgen)
- 2012: Doctors (Seifenoper, Folge 13x187)
- 2013: Death in Paradise (Fernsehserie, Folge 2x02)
- 2014: Murdered by My Boyfriend (Fernsehfilm)
- 2015: The Ark (Fernsehfilm)
- 2015: After Hours (Fernsehserie, 6 Folgen)
- 2016: Flowers (Fernsehserie, 6 Folgen)
- 2017: Broadchurch (Fernsehserie, 8 Folgen)
- 2017: King Arthur: Legend of the Sword
- 2017: Philip K. Dick’s Electric Dreams (Fernsehserie, Folge 1x02)
- 2017: Black Mirror (Fernsehserie, Folge 4x04)
- 2018–2019: Krypton (Fernsehserie, 20 Folgen)
- 2019: His Dark Materials (Fernsehserie, Folge 1x02)
- 2020: Das fahle Pferd (The Tale Horse)
- 2020: Soulmates (Fernsehserie, Folge 1x03)
- 2021: Wildcat
- 2021: All My Friends Hate Me
- 2022: Suspicion (Fernsehserie, 8 Folgen)
- 2022: Barbarian
- 2023: Bird Box: Barcelona
- 2023: Lovely, Dark, and Deep
- 2023: T.I.M.
- 2024: They See You (The Watchers)